# Луиза Елизабет от Курландия
Луиза Елизабет от Курландия (на немски: Louise Elisabeth Kettler von Kurland; * 12 август 1646 в Митава; † 16 декември 1690 във Веферлинген) от фамилията Кетлер е принцеса от Курландия в Латвия и чрез женитба ландграфиня на Хесен-Хомбург.
Тя е дъщеря на херцог Якоб Кетлер от Курландия (1610 – 1682) и съпругата му принцеса Луиза Шарлота фон Бранденбург (1617 – 1676), дъщеря на курфюрст Георг Вилхелм фон Бранденбург.
Тя е племенница на Великия курфюрст Фридрих Вилхелм фон Бранденбург.

## Фамилия
Луиза Елизабет се омъжва на 23 октомври 1670 г. в Кьолн ан дер Шпре за ландграф Фридрих II фон Хесен-Хомбург (1633 – 1708), прочутият Принц фон Хомбург. Тя е втората му съпруга. Те имат децата:
- Шарлота (1672 – 1738), ∞ 1694 херцог Йохан Ернст III фон Саксония-Ваймар (1664 – 1707)
- Фридрих III Якоб (1673 – 1746), ландграф на Хесен-Хомбург, ∞ I. 1700 за Елизабет Доротея фон Хесен-Дармщат (1676–1721), (1676 – 1721); II. 1728 за графиня Христиана Шарлота фон Насау-Отвайлер (1685 – 1761)
- Карл Христиан (1674 – 1695), убит при Намур в Пфалцската наследствена война
- Хедвиг Луиза (1675 – 1760), ∞ 1718 граф Адам Фридрих фон Шлибен (1677 – 1752)
- Филип (1676 – 1706), убит в битката на Шпайербах
- Вилхелмина Мария (1678 – 1770), ∞ 1711 граф Антон II фон Алденбург (1681 – 1738)
- Елеонора Маргарета (1679 – 1763), 1761 деканистка в манастир Херфорд
- Елизабет Франциска (1681 – 1707), ∞ 1702 княз Фридрих Вилхелм Адолф фон Насау-Зиген (1680 – 1722)
- Йохана Ернестина (1682 – 1698)
- Фердинанд (*/† 1683)
- Карл Фердинанд (1684 – 1688)
- Казимир Вилхелм (1690 – 1726), ∞ 1722 г. за графиня Христина Шарлота фон Золмс-Браунфелс (1690 – 1751)